# Число Ердеша

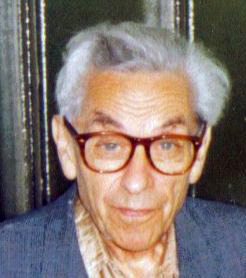
Пал Ердеш, рекордсмен з кількості наукових публікацій

Якщо Аліса працювала разом з Палом Ердешом над однією статтею, і з Бобом — над іншою, але Боб ніколи не співпрацював з Ердешем особисто, то Бобу присвоюється число Ердеша 2, оскільки він за два кроки від Ердеша.

Число́ Ерде́ша — жартівливий, але популярний серед науковців числовий показник, що засвідчує наближеність вченого до досліджень надзвичайно плодовитого угорсько-американського математика Пала Ердеша.
Ердеш написав за своє життя 1475 статей, причому більшість із цих робіт було створено у співавторстві.
Число Ердеша для будь-якого вченого будується таким чином. Сам Ердеш отримує число 0. Усі співавтори публікацій Ердеша, а таких понад 500, отримують показник 1. Усі співавтори вчених із числом Ердеша 1 отримують число 2 і т. д.
Вперше це поняття опублікував Каспер Гоффман — 1969 року видано його статтю «And what is your Erdős number?», в якій він описав свої спостереження співробітництва Ердеша з іншими вченими.
Згідно з «The Erdös Number Project» університету Окленда, числом Ердеша володіють не менше 260 тисяч науковців, для більшості з них це число не перевищує 8. Середнє значення становить — 4,65, а медіана — 5, максимальне значення — близько 15.
У списку володарів чисел Ердеша більше сотні нобелівських лауреатів — і це попри те, що нобелівські премії з математики, як відомо, не присуджують.

## Аналогії
Схожі показники існують в інших галузях людської діяльності. Наприклад, у го подібним чином вираховують число Сюсаку — тим, хто зіграв хоча б одну партію з великим майстром, присвоюється число 1 і т. д.
В кіноіндустрії аналогом числа Ердеша є число Кевіна Бейкона.

## Цікаві факти
Альберт Ейнштейн отримав число Ердеша 2, а Роберт Оппенгеймер — 4.